# Loher Holz
Das Loher Holz ist ein Landschaftsschutzgebiet im niedersächsischen Flecken Uchte in der Samtgemeinde Uchte im Landkreis Nienburg/Weser.

## Allgemeines
Das Landschaftsschutzgebiet mit dem Kennzeichen LSG NI 71 ist rund 324 Hektar groß. Es ist vollständig Bestandteil des EU-Vogelschutzgebietes „Diepholzer Moorniederung“. Im Süden grenzt es an das Naturschutzgebiet „Uchter Moor“. Teilbereiche des Naturschutzgebietes sind in dem Landschaftsschutzgebiet aufgegangen. Das 1970 ausgewiesene Landschaftsschutzgebiet „Großes und Kleines Holz“ ist vollständig im Landschaftsschutzgebiet „Loher Holz“ aufgegangen. Das Gebiet steht seit dem 7. Juni 2018 unter Schutz. Zuständige untere Naturschutzbehörde ist der Landkreis Nienburg.

## Beschreibung
Das aus vier Teilbereichen bestehende Landschaftsschutzgebiet liegt nordwestlich von Uchte am Rand des Großen Moores innerhalb der Diepholzer Moorniederung. Es stellt überwiegend bewaldete Geestrücken unter Schutz, die aus der Moorniederung herausragen. Die Wälder – Hespeloh (⊙) und Eichloh (⊙), Steinloh (⊙), Gösloh (⊙) sowie Großes (⊙) und Kleines Holz (⊙) – sind überwiegend strukturreiche Laub- und Mischwälder sowie Nadelwälder auf Sandböden mit Eichen- und Buchenbeständen bzw. Kiefer- und Fichtenbeständen als dominierende Baumarten. Randlich befinden sich bewaldete Flächen auf stark entwässerten Moorstandorten des Großen Moores innerhalb des Landschaftsschutzgebietes. Hier stocken in erster Linie Birken und Kiefern. Weiterhin sind auch als Acker genutzte Flächen und andere kleinflächige Offenlandstrukturen in das Schutzgebiet einbezogen.
Die Wälder verfügen über einen hohen Alt- und Totholzanteil.
Das Gebiet ist Lebensraum von Rotmilan, Wespenbussard, Baumfalke, Schwarz-, Mittel- und Kleinspecht sowie Pirol. Die einbezogenen Offenlandbereiche sind Lebensraum bzw. Nahrungshabitat von Kranich, Wachtel, Schwarz- und Braunkehlchen.